# Срце са три преткоморе
Срце са три преткоморе (лат. cor triatriatum) је урођена аномалија срца код које новорођенче има три срчане преткоморе. Преткоморе су подељене траком срчаног ткива, мембраном или фибромускуларне траком која варира по величин и облику (може бити левкастог, тракастог, дијафрагме, траке и перфориране траке).
Код деце ова урођена аномалија, може бити удружена са другим урођеним дефектима, као што су тетралогија Фалот, коарктација аорте, транспозиција аорте на десну комору (код које аорта и плућна артерија излазе из десне коморе), урођена аномалија плућне вене (које нормално снабдева крвљу леву преткомору, спаја са са десном преткомором), преткоморски септални дефект, коморски септални дефект, преткоморскокоморски септални дефект и заједнички преткоморскокоморски канал.
Код одраслих особа, срце са три преткоморе, може бити удружено са преткоморским септалним дефектом, проширеним (дилатираним) коронарним синусом због транспозиције горње шупље вене и дволисне аортне валвуле.

## Облици
Постоје два облика овог обољења:
Лево срце са три преткоморе
Лево срце са три преткоморе је облик обољења код кога је лева преткомора подељена на два дела.
Десно срце са три преткоморе
Десно срце са три преткоморе је облик обољења код кога је десна преткомора подељена на два дела. Мембрана дели десну преткомору на проксимални - горњи и дистални - доњи део. Горњи део добија крв од обе шупље вене, док је доњи део у контакту са тролистним залистком. Десно срце са три преткоморе је јако ретка болест и настаје због перзистеног залистка десног синуса ембрионалног срца.

## Епидемиологија
На глобалном нивоу инциденца обољења варира:
- од 0,1 до 0,.4%, а код болесника са конгениталним манама након аутопсије
- око 0,4% код пацијената на трансезофагусној ехокардиографија
- око 0,2% на клиникама које се баве ехокардиографијом инциденца (око 1 на 10.000).

Морталитет/морбидитет
Морталитет код левог срца са три преткоморе је висок код симптоматске деце. То је последица постојања рестриктивне мембране и удружености болести са тешким ацијанотичним или цијанотичним срчаним манама. Морталитет је већи од 75% код нелечене деце са симптомима.
Значајне последице се не везују за десно срце са три преткоморе, јер овај поремећај најчешће није удружен са тешким урођеним срчаним манама. Десно срце са три преткоморе се изузетно ретко јавља, док лево срце са три преткоморе може бити погрешно дијагностиковано као бронхијална астма или митрална стеноза.
Расне разлике
Расне разлике нису од утицаја на учесталост јављања срца са три преткоморе.
Полне разлике
Не постоји јасна разлика (или су оне минималне) код обољевања мушких и жениских пацијената. Срце са три преткоморе нешто учесталије са јавља код особа мушког пола. Мушко женски однос је 1,4:1.
Старосне разлике
Десно срце са три преткоморе може се дијагностиковати у било ком узрасту, мада се дијагноза у највећем броју случајева поставља у раном детињству. У каснијем животном добу срце са три преткоморе дијагностикује се обично у каснијем детињству или раној зрелости. Око 85% болесника су млађи од 40 година. Болест се ретко среће код болесника у осмој или деветој деценији живота.

## Етиологија
Срце са три преткоморе, као и друге урођене срчане мане, настаја у сложеној интеракција генетских чинилаца и фактора средине. Врло ретко се може открити узрок ове конгениталне срчане малформације а ка могући узрок наводе се: рубеола мајке или хронично прекомерно уживање алкохола мајке у току ембриогенезе. Различити фактори као хипоксија, јонизујуће зрачење, неки медикаменти такође имају тератогени ефекат.
Како је ризик појаве урођене срчане мане код деце родитеља са конгениталном срчаном малформацијом јако низак, 2-5%, та чињеница не би требало да представља препреку приликом планирања потомства.

## Патофизиологија
Срце са три преткоморе изузетно је ретка конгенитална (присутна на рођењу) срчана мана. Нормално, људско срце има четири коморе од којих су два преткомора. Ове две одвојене су једна од друге преткоморском преградном (атријалним септумом). Друге две коморе, познате као лева и десна срчана комора (вентрикулум) такође су одвојене септумом. Код срца са три преткоморе постоји и мала или екстра комора изнад леве преткоморе срца. Плућна вена која, враћа крв из плућа, доводи је у ову или екстра "трећу преткомору." Пролаз крви из плућа кроз срце (између леве преткоморе и коморе) успорен је постојањем ове екстра коморе. Тако, током времена, као крајња последица ове срчане аномалије може настати карактеристична конгестивна срчана инсуфицијенције и опструкција.

### Лево срце са три преткоморе
Патофизиолошке промене се класификује према Лефлеровој класификацији из 1949. године, у зависности од величине и броја отвора на акцесорној мембрани у левој преткомори.
Лефлерова класификација
| Група         | Карактеристике групе |
| ------------- | --- |
| Прва (тип-1)  | - Код овог типа нема отвора на акцесорној мембрани, већ се проксимални део леве преткоморе празни у десну преткомору. |
| Друга (тип-2) | - Карактерише се постојањем, на акцесорној мембрани, једног или више узаних отвора (фенестрација), што доводи до значајног отпора протоку ка левој комори.                                                                  |
| Трећа (тип-3) | - Карактерише се великим фенестрацијама на мембрани, које не ометају проток крви ка левој комори. Код новорођенчади и деце обично нема фенестрација на мембрани, док се код одраслих обично налазе релативно велики отвори. |

Клиничке манифестације зависе од величине отвора у септуму и удружених срчаних мана. Код већине болесника проток крви је јако отежан, а сама мана се клинички манифестује симптомима сличним митралној стенози. Код одраслих симптоми дуго нису манифестни, због малог отпора протоку крви.
Код асмиптоматских болесника, срце са три преткоморе се обично открива случајно током рутинских прегледа или након дијагностиковања шума на срцу. Код пацијената са присутним симптомима прелазак из асимптоматске у симптоматску фазу узрокује фиброзу или калцификацију отвора акцесорне мембране, појавау митралне регургитације или фибрилације преткомора.

### Десно срце са три преткоморе
Клиничке манифестације десног срца са три преткоморе зависе од: степена преграде десне преткоморе и величине синоатријалног отвора. Код асимптоматских болесника, мана се дијагностикује случајно током рутинских прегледа, катетеризације десног срца, операције удружених мана, или постмортално.

## Клиничка слика
| Тип                          | Симптоматологија |
| ---------------------------- | --- |
| Лево срце са три преткоморе  | - диспнеја при напору, - ортопнеа - брзо замарање или нетолеранција на напора, - хемоптизија, - палпитације у пресрчаном пределу (изазване фибрилацијом преткомора), - знаци системске тромбоемболије |
| Десно срце са три преткоморе | - палпитације у пресрчаном пределу (изазване рекурентним суправентрикуларним аритмијама) - појава асцитеса - оток доњих удова                                                                         |

## Дијагноза
Рана дијагноза омогућава правовремено хируршко лечење и обезбеђује добре резултате терапије и квалитет живота, пацијената, који пате од срчане са три преткоморе изазване инсуфицијенције.
Дијагноза срца са три преткоморе поставља се на основу; анамнезе, физикалног налаза, ЕКГ тестови, радиолошких испитивања.

### ЕКГ тестови
На ЕКГ код болесника са овом срчаном маном региструје се:
- Синусни ритам
- Честе, појединачни, поремећаји срчаног ритма
- Леви и/или десни поремећаји преткомора
- Девијација срчане осе удесно
- Хипертрофија десне коморе

### Радиолошка испитивања

#### Катетеризација срца
Катетеризација десног срца'
- У десној преткомори притисак је већи од 5 mm Хг.
- У десној комори притисак је већи од 30/5 mm Хг.
- Плућни артеријски притисак већи од 30/12 mm Хг.[12]
- Плућни артеријски клин (лева преткомора) притисак већи од 12 mm Хг
- Дијастолни градијент притиска између притискс у плућном капиларном клину и левој комори и дијастолном притисаку.
- Изражени В талас притиска у десној преткомори (због трикуспидне регургитације)
- Кашњење у визуелизацији дисталном леве преткоморе коморе у венској фази десне коморе (плућна артеријска) ангиографског.[13]

Катетеризација левог срца
- Нормално изглед леве коморе и централног притиска аорте
- Системска хипотензија може бити присутан ако је лева преткоморска мембрана рестриктивна а као резултат. те промене смањен је ударни волумен.

#### Ангиографија срца
Коронарна артеријска болест или аномалије коронарниха артерија могу се наћи као независна болест, која није део уобичајене презентације код срца са три преткоморе.

## Диференцијална дијагноза
- Преткоморски миксом.[14]
- Митрална стеноза.[15]
- Констриктивни перикардитис.[16]
- Плућна хипертензија (примарна).[17]
- Плућна хипертензија (секундарна)
- Трикуспидална стеноза.[18]

## Компликације
У најчешће компрликације срца са три преткоморе сврставају се:
- едем плућа,
- плућна хипертензија,
- попуштање (инсуфицијенција) десног срца,
- фибрилација преткомора
- плућна и системска емболија
- цереброваскуларни инсулт (спада у ређе компликације срца са три преткоморе).